# Colombard

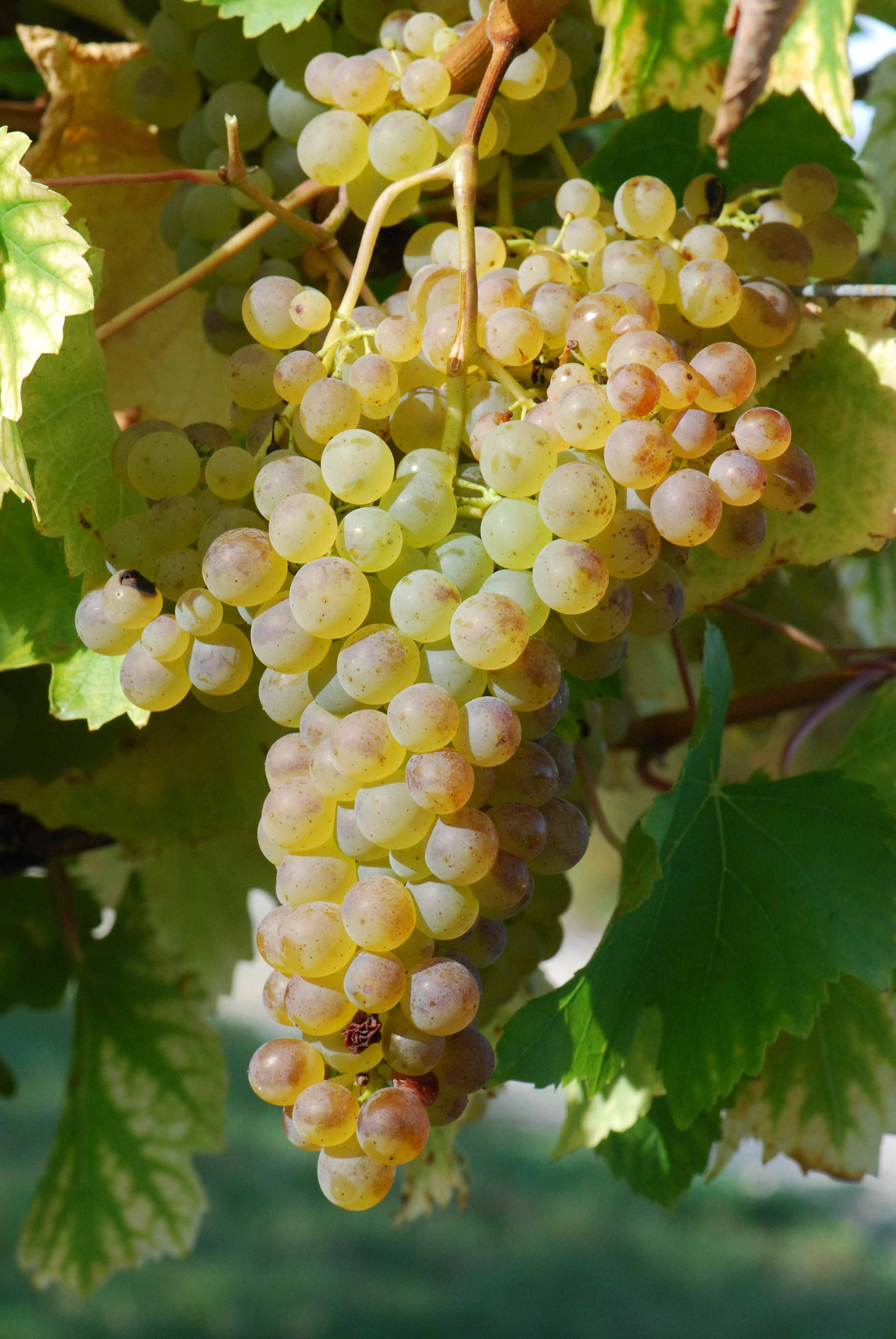
Racimos de colombard.

La colombard es una uva blanca francesa. Es fruto de un cruce entre la gouais blanc y la chenin blanc. Es conocida en Estados Unidos y Canadá como french colombard. Esto le hace prima de la uva meslier-saint-françois (usada para el armañac) y de la casi extinta balzac blanc (usada para el coñac).

## Regiones
En Francia ha crecido de forma tradicional en Charente y Gascuña, para ser destilada en la producción de los licores coñac y armañac respectivamente. En la actualidad sigue siendo una de las uvas blancas permitidas para el vino de Burdeos, y en Gascuña para el vin de pays Côtes de Gascogne y el vino blanco de aperitivos floc de Gascogne.
Las uvas de vides antiguas del norte de California son usadas para producir un vino afrutado, con carácter interesante tanto seco como dulce. Esta variedad es cultivada en California, sobre todo, para proveer de estructura a los vinos de garrafa de mezcla, debido a su acidez natural.
También hay grandes cultivos de esta variedad en Sudáfrica, donde se producen vinos con notas a guayaba, y, en menor medida, en Australia.
En España hay colombard en algunas zonas de Andalucía.

## Sinónimos
La colombard es conocida con los siguientes sinónimos: bardero, blanc emery, blanquette, bon blanc,koejawel bom, chabrier vert, charbrier vert, colombar, colombeau, colombie, colombier, coulombier, cubzadais, donne rousse, donne verte, french colombard, gros blanc doux, gros blanc roux, guenille, kolombar, martin cot, pied tendre, quene tendre, quene vert, queue tendre, queue verte y west's white prolific.